# Pollo Hamburger
Apollo Arie Werner (Pollo) Hamburger (Den Haag, 12 februari 1944) is een Nederlands acteur en stemacteur.
In 1996 besloot Hamburger te stoppen als acteur en werd hij coördinator reminiscentie van een zorgcentrum in Amsterdam.

## Loopbaan
Op 12 februari 1944 werd Pollo Hamburger te Den Haag geboren. Hamburger studeerde na de MULO en de hogereburgerschool twee jaar politieke en sociale wetenschappen aan de Universiteit van Amsterdam, en na de militaire dienst twee jaar aan de Maastrichtse Toneelacademie. Hij maakte op 16 april 1966 zijn debuut als Dr. Oskar Bernhardi in “Professor Bernhardi” van Arthur Schnitzler. Zijn eerste belangrijke tv-activiteit was een wekelijks inleidend zondagmiddagprogramma met betrekking tot de serie “Floris”, waarin hij ook een rol vervulde. Hij werkte mee aan hoorspelen en regisseerde onder andere voor Centrum, Noorder Compagnie en ESTA. Hij was actief tot 1996 toen hij zich terugtrok uit de wereld van het toneel. Hij verscheen in de film Mama is boos! uit 1986 als Patrick en in de film Flodder als de journalist en vele andere films en series.

## Filmografie
- (1969) Floris (televisieserie) als Diederik (zeven afleveringen)
- (1969) Vrij van helm (hoorspel) als een naamloze soldaat
- (1976) Bonjour Maître (hoorspel)
- (1977) Pagnol (televisieserie) als François Dromard (één aflevering)
- (1977) Tien dagen paniek (hoorspel) als Klein
- (1982) De bijenman (hoorspel) als Gerard
- (1983) Dr. Faustus (film) als Richard
- (1984) Opzoek naar Yolanda (televisieserie) als Volkert Spitsbergen
- (1985) Geen gedonder in het vooronder (televisiefilm) als Robert Albers
- (1986) De vergissing (hoorspel in twee delen) als Max Scherold
- (1986) Mama is boos! (film) als Patrick
- (1986) De man die zo dol was op Dickens als Henty
- (1986) Flodder (film) als journalist
- (1987) Schande (televisiefilm) als Assistent Peters
- (1988) Leven in de Gouden Eeuw
- (1988) Dorst als Ben

Hamburger vertolkte tevens in de jaren tachtig de Nederlandse stem van Dibble uit de animatieserie Top Cat. Ook was hij te zien in reclamespots van Persil.

## Trivia
- In de derde aflevering van de televisieserie Opzoek naar Yolanda vertolkt Hamburger de rol van de potloodventer Volkert Spitsbergen. Hij zong in het Willy Dobbeplantsoen het lied De ballade van de potloodventer begeleid door een dameskoortje dat ook op de LP Verder gaat alles goed te vinden is.